# Kaoh Andaet
Kaoh Andaet là một huyện thuộc tỉnh Takéo, phía nam Campuchia. Theo thống kê năm 1998, dân số toàn huyện là 45.650 người.
Huyện Kaoh Andaet gồm 6 xã, thị trấn sau:
- Krapum Chhuk: Daeum Doung, Beng, Krapum Chhuk, Prey Mlu, Peani, Ta Por, Ta Uy, Kaoh Moan (tức sóc Cổ Man), Voat Sla, Chrouy Poun, Khla Krohuem Ka, Khla Krohuem Kha, Trapeang Tonle
- Pech Sar: Ta Buor, Chontol Mekh, Prey Thum, Damnak, Prey Bay, Kouk Doung, Trapeang Krasang, Ta Mouk, Pou, Poun, Pechosar, Slaeng, Sdau, Chong Angkar, Angkunh, Ta Baoh, Kouk Khpos
- Prey Khla: Srama, Srae Boeng, Melong Khang Tboung, Melong Khang Cheung, Kansaom Ak, Chambak, Samphli, Kor, Krang Ruessei, Prey Khla Khang Cheung, Prey Khla Khang Tboung, Banteay Thleay, Kaev Kamphleung, Tuol Kandal, Chumrum
- Prey Yuthka: Ta Nhuem, Prey Bay, Ta Phin, Ta Phan, Ta Hien, Pong Andaeuk
- Romenh: Romenh Khang Tboung, Romenh Khang Cheung, Daeum Chan, Mea Neak, Daeum Krouch, Pralay Meas, Chambak Ph'aem, Samraong, Prasat, Daeum Pou
- Thlea Prachum: Roluos, Lieb, Trapeang Kak, Andoung Samretth, Rung, Pnov, Si Sla

Kaoh Andaet giáp với thị xã Tịnh Biên (An Giang) của Việt Nam.